# Amandus Adamsoni tänav
La rue Amandus Adamson (estonien : Amandus Adamsoni tänav) est une rue de Tallinn en Estonie,.

## Présentation
La rue Amandus Adamson est  située dans le quartier de Kassisaba de l'arrondissement de Kesklinn.
La rue Amandus Adamson part du boulevard Toompuiestee, et se termine à l'intersection avec la rue Tehnika tänav.
Le parc Falgi est situé dans la zone située entre Amandus Adamsoni tänav et Toompuiestee.
La longueur de la rue est de 629 mètres.
La rue porte le nom de l'académicien sculpteur estonien Amandus Adamson.

## Bâtiments
Adamsoni tn 8 - Kevade tn 8 est un bâtiment scolaire en pierre de trois étages construit en 1939. Les auteurs du projet sont les architectes Herbert Johanson (1884-1964) et Arthur Jürvetson (1908-1976). Le bâtiment abrite le lycée Jakob Westholm.
Le bâtiment est inscrit au registre national des monuments culturels d'Estonie.

## Lieux et monuments de la rue

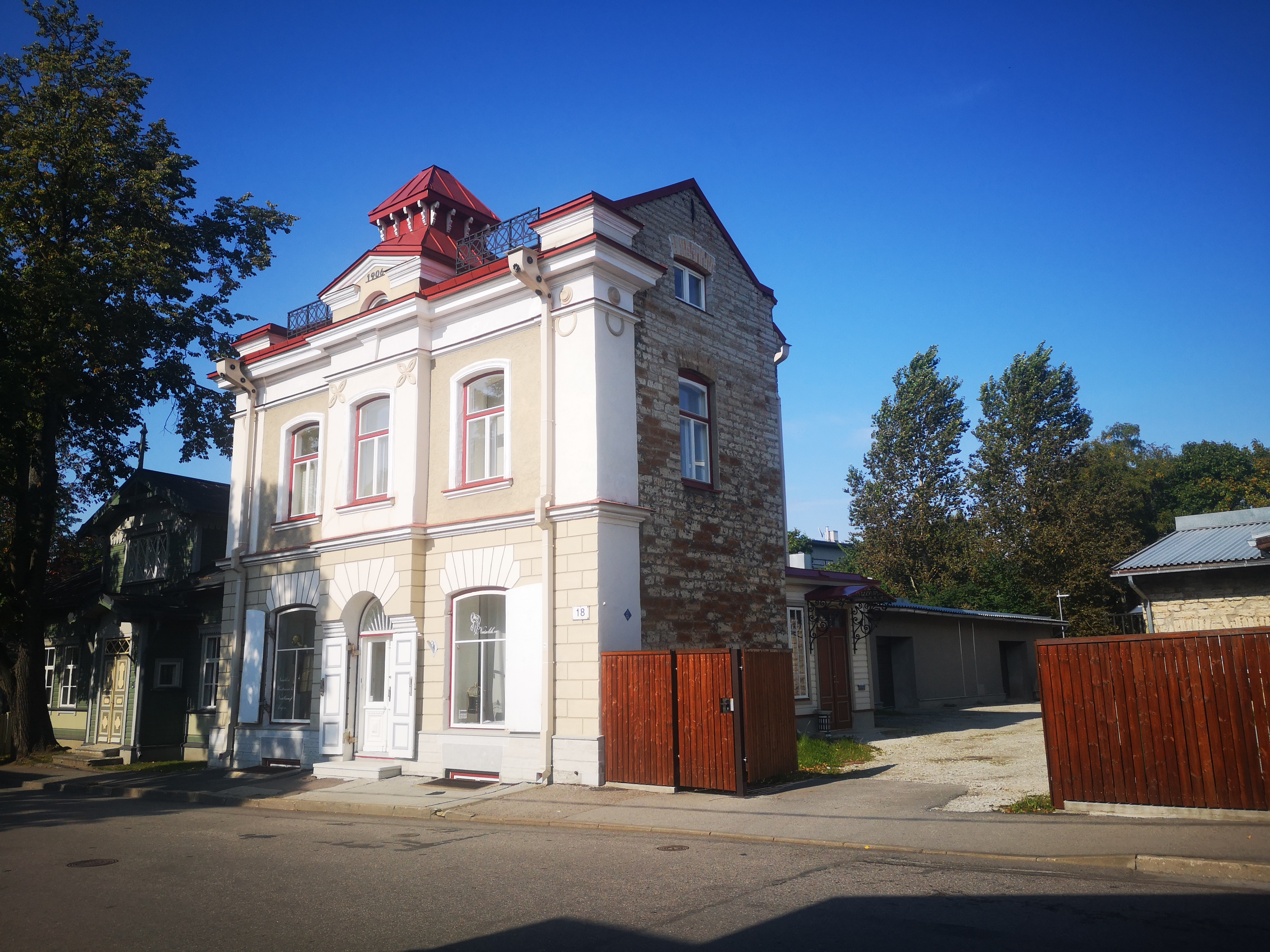
A. Adamsoni 18
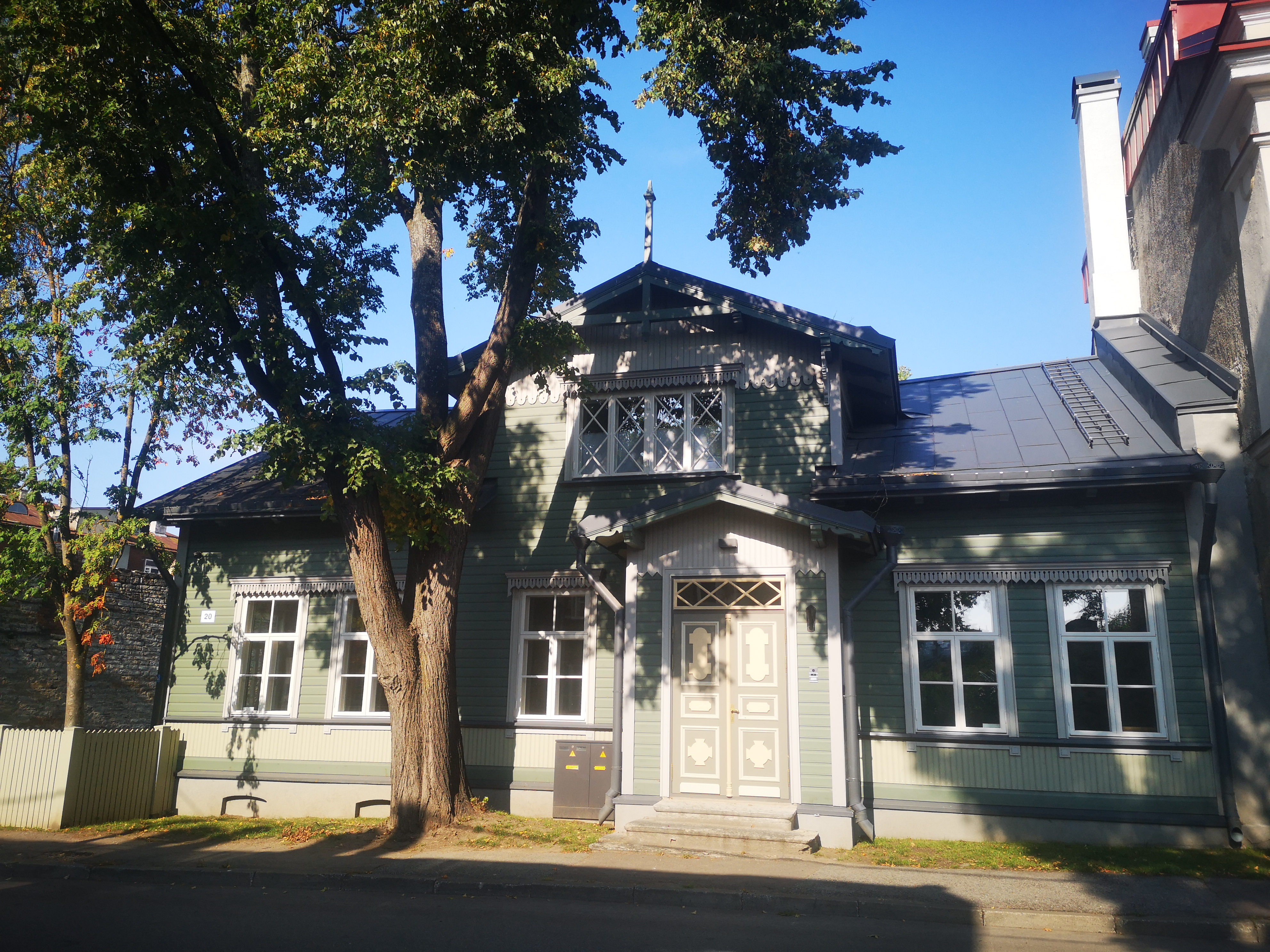
A. Adamsoni 20
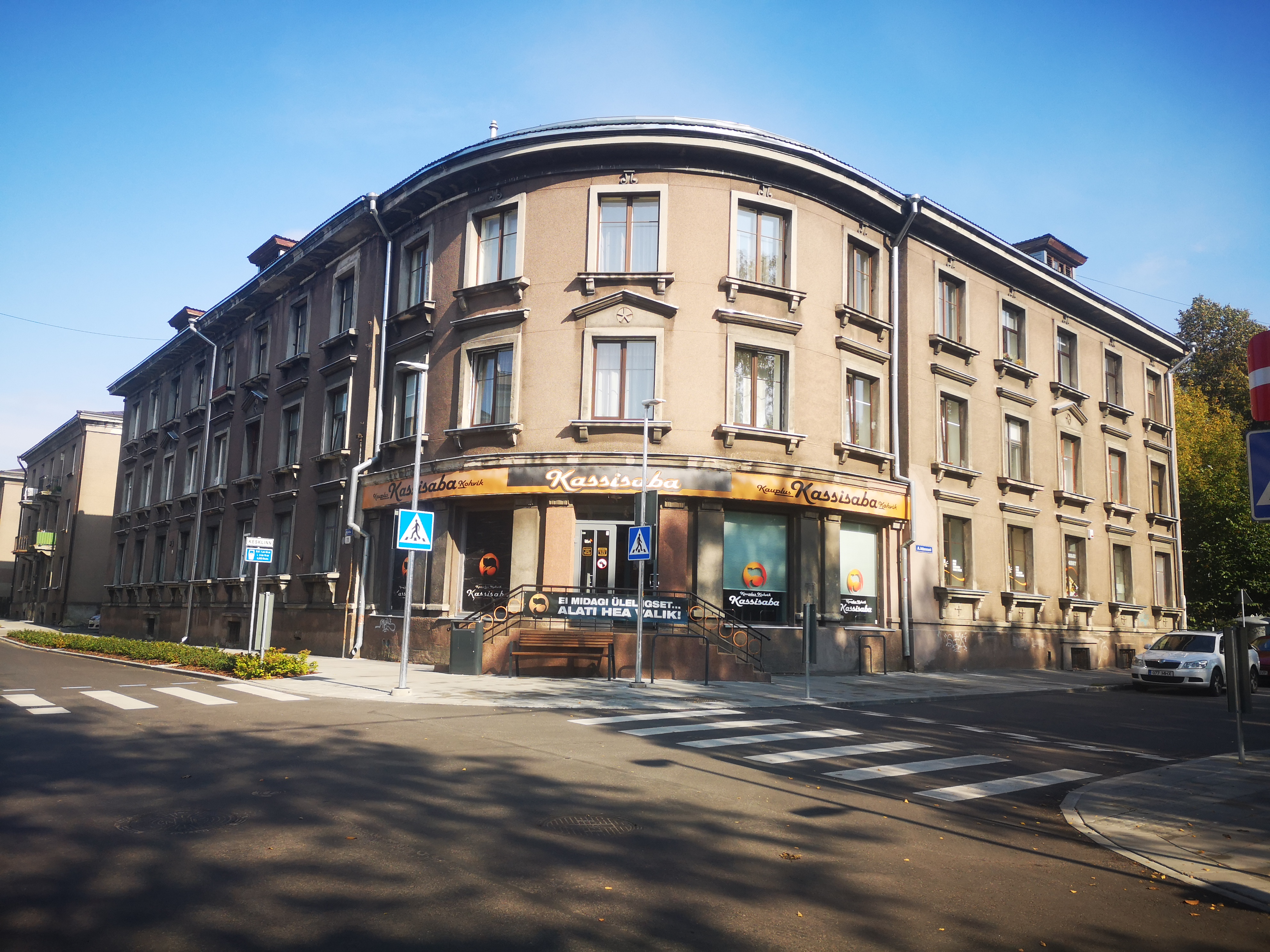
Kassisaba cafe.
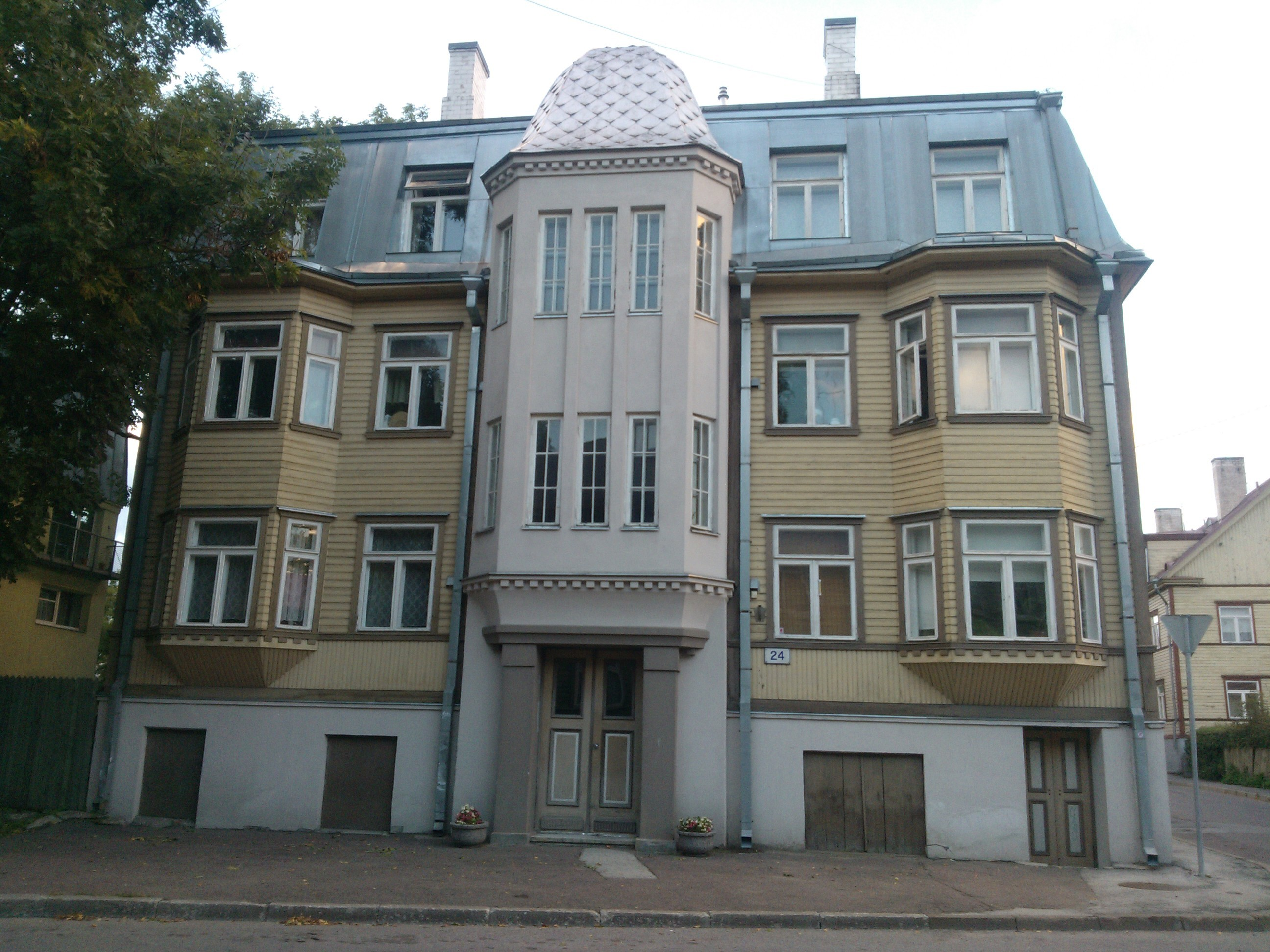
A. Adamsoni 24